# Objektivierung
Die Objektivierung (abgeleitet von Gegenstand, Objekt, aus lateinisch objectum: „das dem Verstand vorgesetzte“) bringt einen Sachverhalt in eine objektiv zugängliche Form und befreit diesen von subjektiven oder anderen äußeren Faktoren, die in bestimmten Kontexten als „Störgrößen“ empfunden werden.

## Allgemeine Definition
Durch die Objektivierung ist die Form des Sachverhaltes frei vom Betrachter und kann als allgemeingültig definiert werden. Durch die allgemeine Gültigkeit ist diese Form des Sachverhaltes übertragbar und auch für alle anderen Betrachter nachvollziehbar. Das heißt, diese von äußeren Einflüssen freie Form stellt damit die Korrektheit dar, die allein durch den betrachteten Sachverhalt selbst bestimmt ist.
Generell können zwei Arten der Objektivierung unterschieden werden:
- Objektivierung 1. Grades („intersubjektive Nachvollziehbarkeit“) – Es wird mit Hilfe von bestimmten Vorgehensweisen (Tools) versucht, eine vollständige und vom Betrachter unabhängige Betrachtung eines Sachverhaltes/einer Sache zu erlangen. Diese Betrachtungsweise ist somit auf alle Betrachter (Subjekte) übertragbar und nachvollziehbar. Das heißt, es soll für Störgrößen keine Möglichkeit geben, Einfluss zu nehmen.
- Objektivierung 2. Grades („Entsubjektivierung“) – Es wird mit Hilfe von Vergleichen (Benchmarking), Dokumentation der Vorgehensweise und Berücksichtigung einer Restunsicherheit versucht, eine subjektive Betrachtungsweise objektiv darzustellen. Das heißt, im Nachhinein wird versucht, Störgrößen herauszufiltern.

## Anwendungen

### Anwendung des Objektivierungsprinzips in der Betriebswirtschaft
In der Betriebswirtschaft macht man sich die Objektivierung zu Nutze, um eine möglichst allgemeingültige und sachliche Entscheidungsvorlage zu erhalten. Es wird versucht, alle möglichen Einflüsse und Informationen zu berücksichtigen und objektiv darzustellen, um Risiken zu minimieren und eine bestmögliche Entscheidung zu treffen.

#### Unternehmensbilanzen
Unternehmensbilanzen sollten auf dem Gebot der Rechtssicherheit basieren. Sie sollten zugleich unverzerrt und eindeutig erscheinen (Objektivierung 1. Grades). Jedoch gibt es an dieser Stelle Beurteilungsspielräume, die es den Unternehmen ermöglichen, diese Bilanzen zu manipulieren. Um den Manipulationsspielraum einzugrenzen, sollte an dieser Stelle das Objektivierungsprinzip angewendet werden. Hier wird das Ziel verfolgt, die vom Unternehmer subjektiv beurteilten Sachverhalte in objektiv nachprüfbare umzuwandeln (Objektivierung 2. Grades). Gesetzlich ist dies nicht detailliert geregelt; hierfür werden Grundsätze aus bestehenden Gesetzen abgeleitet und angewandt.

#### Beispiel zur Objektivierung 1. Grades
§ 238 I HGB: Jeder Kaufmann ist verpflichtet, Bücher zu führen und in diesen seine Handelsgeschäfte und die Lage seines Vermögens nach den Grundsätzen ordnungsmäßiger Buchführung ersichtlich zu machen. Die Buchführung muss so beschaffen sein, dass sie einem sachverständigen Dritten innerhalb angemessener Zeit einen Überblick über die Geschäftsvorfälle und über die Lage des Unternehmens vermitteln kann. Die Geschäftsvorfälle müssen sich in ihrer Entstehung und Abwicklung verfolgen lassen.

### Anwendung des Objektivierungsprinzips in der Medizin
Um in der Medizin ein Gutachten des erwerbsbezogenen Leistungsvermögens erstellen zu können, ist die Objektivierung der subjektiven Schilderung der Beschwerden eines Patienten von großer Bedeutung. Insbesondere im Falle einer möglichen Ausscheidung aus dem Beruf ist eine objektivierte und damit fundierte Diagnose auch von juristischer Wichtigkeit. Hierbei müssen zusätzlich zur subjektiven Schilderung des Patienten und einer umfangreichen Dokumentation des Krankheitsverlaufes, Laborbefunde, Organbefunde oder sonstige Symptome mit anerkannten Methoden diagnostiziert, bzw. überprüft werden und auch für fachfremde dargestellt werden.

### Anwendung des Objektivierungsprinzips in der Ingenieurwissenschaft

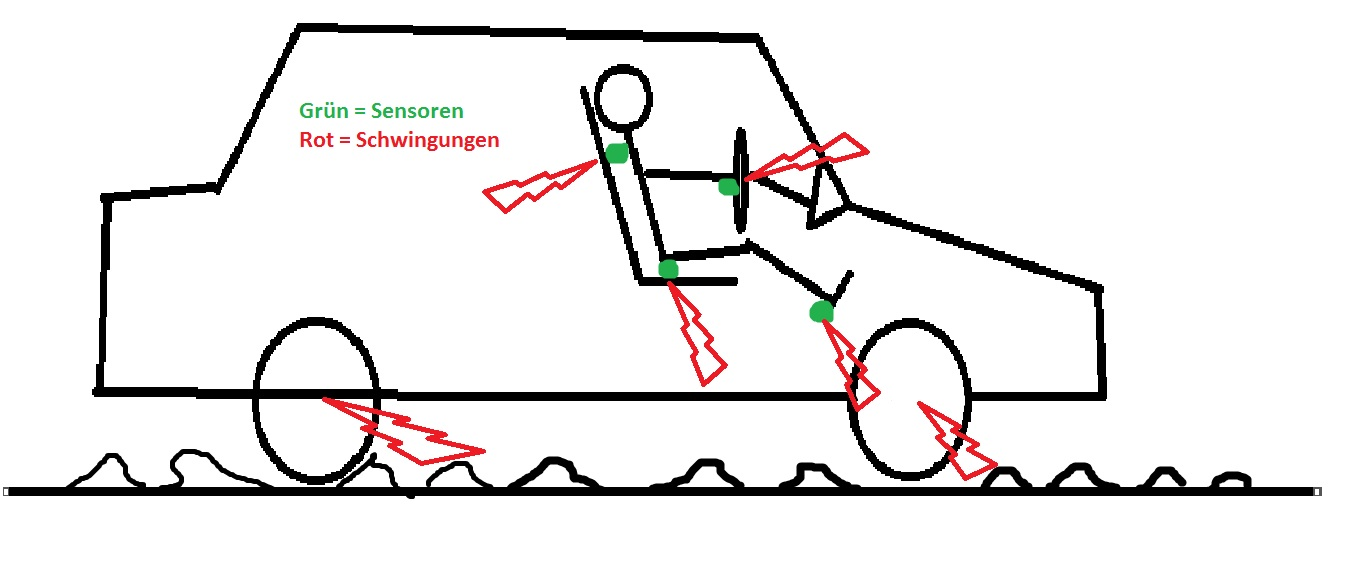
Messung der Schwingungen im Fahrzeug

Die Objektivierung im Ingenieurwissenschaftlichen Sektor findet z. B. Anwendung bei der Bewertung des Fahrkomforts.
Der Fahrkomfort im PKW wird stark durch Schwingungen beeinträchtigt. Diese können z. B. beim Fahren auf unebenen Strecken auftreten. Da die Beurteilung stark subjektiv vom Fahrer geprägt ist, werden Verfahren angewandt, die die Schwingungen auf einer objektiven Ebene messen und darstellen. Man verwendet Beschleunigungssensoren, um die auftretenden Schwingungen im Auto bei Fahr- und Prüfstandsversuchen zu messen. Im Anschluss daran ist es notwendig, den Wirkzusammenhang zwischen den unterschiedlichen Einflussfaktoren auf die Schwingung und dem resultierenden Komfort auszuwerten. Dies gelingt mithilfe der gewonnenen Daten, die zu einem Algorithmus verarbeitet werden, der den Fahrkomfort beurteilt und damit objektiviert darstellt.

## Grenzen der Objektivierung
Es lässt sich nicht alles beliebig objektivieren und damit möglichst objektiv, also möglichst wahrheitsgemäß, darstellen. In der zeitgenössischen Philosophie wurde dieses Thema eingehend von Thomas Nagel bearbeitet.

### Einschränkung in der Psychologie und Medizin
Zum Beispiel kann die Objektivierung in der Psychologie und Psychiatrie kaum Anwendung finden. Denn hier können nur die Menschen (Subjekte) selbst betrachtet werden. Das heißt, der betrachtete Sachverhalt an sich ist bereits subjektiv. Somit ist es nicht möglich, die menschliche Psyche objektiv zu bewerten, sondern Bewertungen müssen ebenfalls subjektiv nach Erfahrung eines Psychologen erfolgen. Die Medizin stößt bei der Objektivierung des Schmerzempfindens an Grenzen.

### Einschränkung aufgrund der Anwendung durch den Menschen
Da die Objektivierung generell von Menschen durchgeführt wird, und die notwendigen Tools ebenfalls von Menschen entwickelt wurden und angewendet werden, ist eine vollständige Objektivierung in der Realität eigentlich nicht möglich. Äußere Einflüsse lassen sich weder gänzlich vermeiden noch absolut herausfiltern. Dennoch findet die Objektivierung in vielen Bereichen der Wirtschaft und Wissenschaft immer mehr Anwendung (vgl. Beispiele oben), da die annähernd objektive Form in den meisten Fällen ausreicht.

### Objektivierung der Sexualität
Im feministischen Diskurs wird kritisiert, dass die Orientierung an objektiven Werten wie sie aus der Wissenschaft und dem Management geläufig ist, auch in Intimbeziehungen eine Rolle spielt. Das Resultat ist – so etwa Iris Marion Young – die Definition weiblicher Attraktivität über simple – zudem oft unrealistische – Kenngrößen, wie die Größe und Form der Brust. Insgesamt sei männliche Sexualität durch eine Abstraktion von – subjektiven – Gefühlen gekennzeichnet, die zu einer Objektivierung von Frauen zum Zweck der geschlechtlichen Befriedigung führen kann. Nina Menkes bringt dazu ihre Kritik im Film Brainwashed – Sexismus im Kino zum Ausdruck. In dem Film zeigt sie, wie Licht, visuelle Effekte, Einstellungswinkel und Auswahl von Bildausschnitten Frauen scheinbar glamourös in Szene setzen, in Wirklichkeit aber als hilflos und Sexualobjekte darstellen.
Umstritten ist in den Kulturwissenschaften, ob Objektivierung ein allgemeines Charakteristikum der Sexualität ist, so Immanuel Kant, ob sie einem patriarchalischen Geschlechterverhältnis geschuldet ist, so Andrea Dworkin und Catherine MacKinnon, oder ob sie Ausdruck kapitalistischer Produktionsverhältnisse ist, so die marxistische Interpretation des Literaturwissenschaftlers Edward J. Ahearn.